# Koen Plasmeijer
Koen Plasmeijer (Leiden, 9 november 1985) is een Nederlandse waterpolotrainer. 

## Loopbaan
Plasmeijer speelde voor De Zijl en vertegenwoordigde Nederland op vier Europese jeugdkampioenschappen. Ook speelde hij in de College League met Bringham Young University Hawaii. Hij raakte op jonge leeftijd geblesseerd aan zijn schouder.

### Griekenland
Plasmeijer won met Ethnikos Piraeus de LEN Trophy in 2010.

### Nederland
Vanaf het seizoen 2011 trainde en coachte Plasmeijer de dames van ZVL. Met deze club won hij diverse prijzen. Hij was verder assistent-jeugdbondscoach bij de Koninklijke Nederlandse Zwembond en technisch coördinator bij WOC Noord-Holland.

#### Ethnikos Pireaus
- LEN Trophy: 2010

#### ZVL
- Landskampioenschap: 2013-2014
- Supercup : 2012, 2013
- KNZB Beker: 2011-2012, 2012-2013, 2013-2014, 2014-2015